# Dickies
Williamson-Dickie Mfg. Co là một công ty sản xuất hàng may mặc chủ yếu được biết đến với thương hiệu lớn nhất, Dickies. Công ty được thành lập tại Fort Worth, Texas, vào năm 1922 bởi C. N. Williamson và E. E. "Colonel" Dickie, người trước đó đã thành lập một công ty bán yếm bảo hộ lao động vải denim cho các nông dân và trang trại quanh khu vực Tây Nam. Ngày nay, Dickies là một thương hiệu toàn cầu có mặt tại hơn 100 quốc gia, chuyên thiết kế, sản xuất và bán quần áo bảo hộ lao động cho ngành công nghiệp ô tô, khách sạn, xây dựng và y tế.